# BEYONDS
BEYONDS（ビヨンズ）は日本のロックバンド。US直系のメロディック・ハードコア／オルタナティヴ・ロックを根幹に据えて1990年結成。バンド名はフランソワ・ヴィヨンから。
1991年1月に初ライブ。バンドブーム終焉後の「ライブハウス冬の時代」にNUKEY PIKESらとともにUSスタイルのメロディック・ハードコア・パンク・ロックバンドとして人気を集め、1993年デビュー後、全国ツアー・カレッジラジオ誌『CMJ』主催のミュージックフェスCMJ Music Marathon参加を含むアメリカツアーを行うが、メロディック・ハードコアブームを目前にした1994年3月に活動停止。谷口は自分の就職と方向性の違いが原因としている。
谷口は鰰澤亜人と工藤哲也を誘い、2005年12月20日より再結成、活動再開。

## 現メンバー
- 谷口健（たにぐちけん、1968年2月6日 - ）ボーカル・（再結成後）ギター・トランペット
元パペッツ。解散後はfOULを結成。
- 中川暁生（ギター）
- 工藤哲也（ベース）
HUSKING BEE・元FINE LINES
- 大地大介（ドラム）1992年加入、2011年8月25日再加入。
ダイノジの大地洋輔の兄。解散後はfOULを結成。コーパス・グラインダーズにも参加。2006年TABLEに参加。BEYONDS再活動後、鰰澤亜人の脱退を受け、後任ドラマーとして再び加入する事となった。

### 元メンバー
- 中村修一
ベース。元THE MAGNETS、パペッツ。解散後はBADGE714、TABLEにて活動。
- 高杉大地
ギター。元One Tracks。1993年3月脱退後､SAWPIT、envyで活動。
- HERA
ドラム。THE ZETTでの活動に専念するため1992年脱退。THE ZETTでは「JUN」名義で活動。その後NAILS OF HAWAIIANを経て200MPHと平行してSPIRAL CHORDで活動。現在、defectをAMANO(ex-NAILS OF HAWAIIAN,pre-ニューロマンテイックス)と結成、活動中。
- 横山健
ギター。1993年、高杉脱退後、ヘルプでライブ参加。Hi-STANDARDに専念するため、加入は固辞[2][4]。ソロプロジェクトKEN YOKOYAMAやBBQ CHICKENSで活動。
- 岡崎善郎（おかざきよしろう、1969年12月29日 - ）
ギター・コーラス。1993年加入。元スランギーゲーム。活動停止中はPEALOUTを結成。活動再開後も参加するが、2008年9月5日体調不良により脱退。
- 鰰澤亜人（ドラム）
ドラム。元ナンバーガール・元ZAZEN BOYS・VOLA & THE ORIENTAL MACHINE。
活動再開時に参加。2011年8月5日のライブをもって脱退。

## 「メロコア」前夜
ラモーンズのコピーバンドから出発したパペッツがスラッシュ的な方向に向かう中、「もっとポップでキャッチーで、もっとノリノリのアメリカ寄りのロックンロールパンク」をやりたかった谷口と中村が結成したビヨンズは、まもなくテイチクが当時UKメロディックパンクとして売り出したスナッフの1991年来日公演のオープニング・アクトに起用される。ラウド志向でファッション面を含め近寄り難い独特な雰囲気のバンドも多かった東京のハードコアシーンでは、ハスカー・ドゥの影響を公言するスナッフのカジュアルなUSスタイルはまだ異色であった。スナッフはこの来日公演で解散を表明するが、ビヨンズは1992年にはさらにテイチクがプッシュしたレザーフェイスらのUKメロディックバンドとのコンピレーション・アルバムに参加し、引き続きUKプロジェクト内のレーベル、WONDER RELEASE RECORDからのアルバム・デビューとなる。インディー・ギターロックを取り込んだイギリスのクラブブームが一段落した時期である。テイチクを出た栄森陽一が自主レーベルSnuffy Smileを立ち上げてリリースしたスナッフのトリビュート盤には、高杉がNUKEY PIKESのメンバーらとNot Enoughを組んで参加した。このレーベルは引き続き、UKバンドのほか、Hi-STANDARD、HUSKING BEEといった後の「メロコア」の中心となるバンドの作品をリリースする。1993年にはUSスタイルのライブもパンクシーンの一部として定着し、スケーターナイトのようなイベントも開かれるようになった。1994年2月にリリースされたグリーン・デイのメジャー・デビュー・アルバム『ドゥーキー』が世界的な大ヒットとなり、クラブシーンを出たヒップホップとともにメロコアはアメリカ発のストリートカルチャーの象徴として全国の青少年に浸透していった。一方、アンダーグラウンドではアメリカの多様なインディーシーンとの直接の交流が加速する。

## ディスコグラフィー

### シングル
1. Arrogance Or Ignorance（1993年）HeartFirst Recordings（ミュンヘン）
  1. autographic
  2. salad days
  3. arrogance or ignorance
2. シルトの岸辺で（2006年4月12日）UKプロジェクト
  1. シルトの岸辺で
  2. 地下室の揺りかご
  3. 緑色の光線
  4. FEDDISH THINGS(now ver.remix by ツッチー from SHAKKAZOMBIE)

### アルバム
1. UNLUCKY（1993年2月25日）WONDER RELEASE RECORD
  1. PRESENCE OF MY MIND
  2. AUTOGRAPHIC
  3. BOBBISH MAN
  4. SURF NAZIS MUST DIE
  5. DEAR FRIENDS GENTLE HEARTS
  6. SALAD DAYS
  7. SHE LIKES THE TUBE BOY
  8. TOOLS YOU CAN TRUST
  9. I CAN'T EXPLAIN
  10. FEDDISH THINGS
2. The World,Changed Into Sunday Afternoon（1993年11月25日）UKプロジェクト
  1. What's Goin' on
  2. Revenge Of The Lawn
  3. The Delayed Young Man
  4. Touch My Life
  5. Fantastic Planet
  6. The World,Changed Into Sunday Afternoon
3. WEEKEND（2007年12月5日）UKプロジェクト
  1. Tekkin #1
  2. over shallow sludge
  3. periodicals
  4. 人間の証明
  5. atomic cafe
  6. 困惑のプリズム
  7. a proud man
  8. 29 nightingales
  9. リクビダートル
  10. black September
  11. weekend
4. ヘイセイムク（2012年3月21日）POPGROUP recordings
  1. ジャグジー
  2. volcanoes
  3. Oak
  4. a white menace
  5. a day leaf of..
  6. Kattoo
  7. ヘイセイムク
  8. ベニコンゴウ
  9. 懺悔、開眼、明日
  10. 航路
  11. at the chime

### ライブアルバム
1. 940312（1995年1月7日）BLOODY BUTTERFLY（三軒茶屋ヘヴンズドアでのラストライブ）
  1. Salad Days
  2. Presence of Mind
  3. Autographic
  4. Super Nova　（アルバム未収録曲・日本語詞）
  5. Bobbish Man
  6. Surf Nazis Must Die
  7. The World Changed Into Sunday Afternoon
  8. Dear Friends Gentle Heart
  9. Feddish Things
  10. I Can't Explain
  11. Tools You Can Trust
  12. She Likes the Tube Boy
  13. What's Going On

### コンピレーション
1. TVVA - Less Than TV Sampler（1992年11月）Less Than TV
2. Surf Nazis Must Die　（オリジナルメンバーでの録音）
2. Kill The Flippers With Guitar（1992年12月）Vinyl Japan（UKメロディックとのコンピ）
13. She Like The Tube Boy
14. Feddish Things
3. Hodge Podge & Barrage From Japan Vol.1（1993年）1+2 Records（Barn Homes Recordsのレーベルからのコンピ）
2. Bobbish Man
4. ROCK is LOFT -Yellow Disc- ~SHINJUKU LOFT 30th Anniversary~（2007年6月14日）ビクターエンタテインメント（新宿LOFT30周年記念の2枚組コンピ）
Disc2-7. I CAN'T EXPLAIN
5. LIV-ING HUSKING BEE-ING ~tribute to HUSKING BEE~（2007年9月5日）LOFT RECORDS（HUSKING BEEトリビュート・アルバム）
7. 摩訶不思議テーゼ
6. Yowavinalaaaafincha? - A Tribute To Snuff -（2008年9月24日）INYA FACE（スナッフ (バンド)のトリビュート・アルバム）
13. Vikings
7. HIGH-SPEED-FLOWER VOL.2 -Soul over the razoredge-（2010年4月7日）HIGH-SPEED-FLOWER RECORDS
20. 懺悔 開眼 明日（iTunes Storeでは18曲目）
8. 極東最前線 3（2013年9月18日）裸足の音楽社（eastern youthが主催するライブイベントのコンピレーションシリーズ）
12.湿地帯

### トリビュート・アルバム
1. WE HAD BEEN THERE～A tribute to Beyonds～（2002年5月24日）Libra records
bloodthirsty butchers,NAHT,cowpers,fOULらが参加